# 迪亞曼蒂迪圖爾姆山

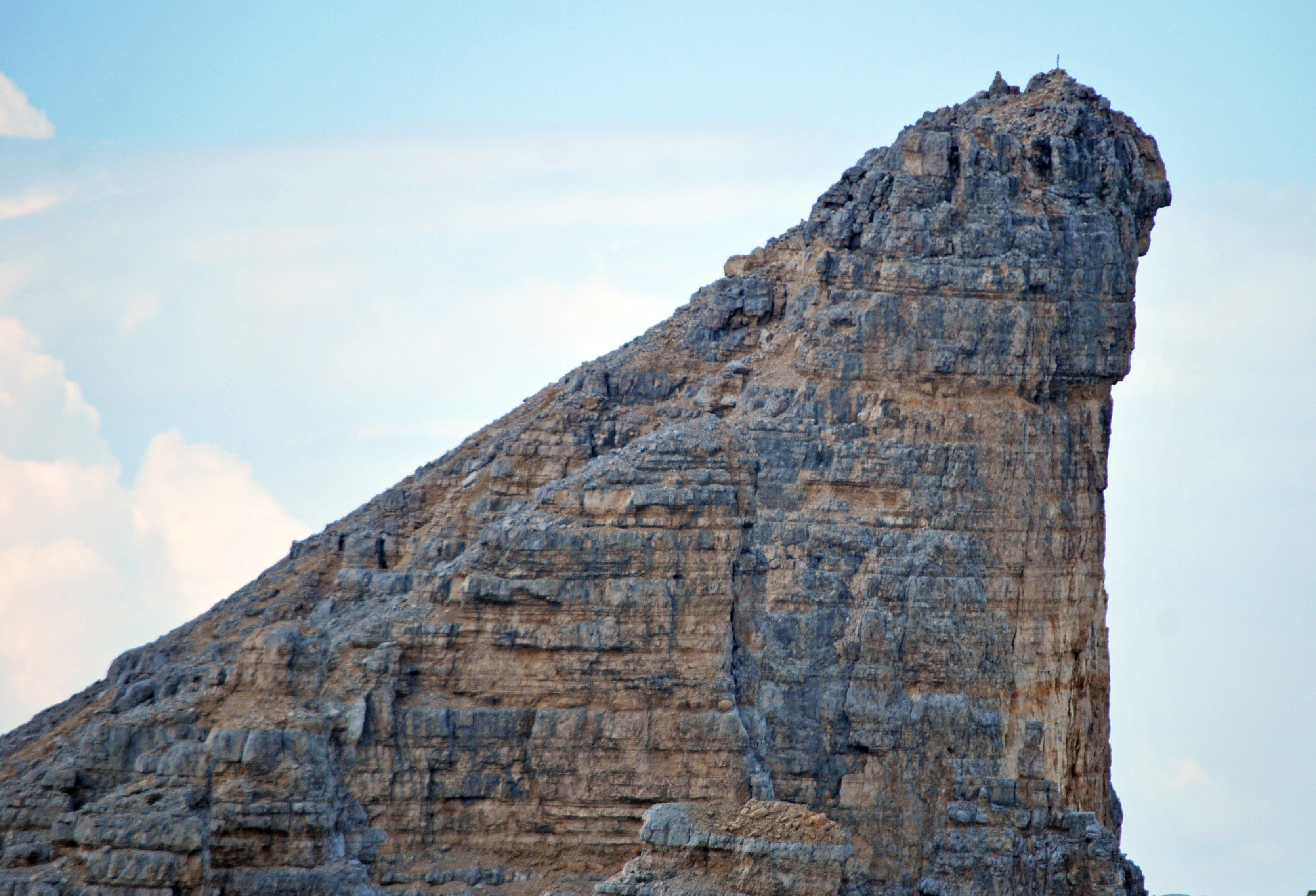

46°22′51″N 11°34′28″E / 46.38083°N 11.57444°E
迪亞曼蒂迪圖爾姆山（義大利語：Cimon del Latemar），是意大利的山峰，位於該國東北部，處於博爾扎諾-南蒂羅爾自治省和特倫托自治省接壤的邊界，距離羅森加滕峰8.7公里，海拔高度2,842米。